# Port lotniczy Pemba (Tanzania)
Port lotniczy Pemba (IATA: PMA, ICAO: HTPE) – port lotniczy położony na wyspie Pemba, w regionie Zanzibar, w Tanzanii.

## Linie lotnicze i połączenia
| Linia Lotnicza   | Kierunek                                                 |
| ---------------- | -------------------------------------------------------- |
| Air Tanzania     | 1. Dar es Salaam 2. Zanzibar                             |
| As Salaam Air    | 1. Tanga 2. Zanzibar                                     |
| Auric Air        | 1. Dar es Salaam 2. Mwanza 3. Tanga 4. Zanzibar          |
| Coastal Aviation | 1. Arusza 2. Dar es Salaam 3. Kilwa 4. Tanga 5. Zanzibar |
| Tropical Air     | 1. Zanzibar                                              |
| ZanAir           | 1. Arusza 2. Dar es Salaam 3. Zanzibar                   |